# Idaea dolichopis
Idaea dolichopis är en fjärilsart som beskrevs av Turner 1908. Idaea dolichopis ingår i släktet Idaea och familjen mätare. Inga underarter finns listade i Catalogue of Life.